# Cornedo Vicentino
Cornedo Vicentino (Cornedo in veneto) è un comune italiano di 11 707 abitanti della provincia di Vicenza in Veneto.
È situato nella media Valle dell'Agno.
Il 22 febbraio 2022 il Presidente della Repubblica ha conferito a  Cornedo il titolo onorifico di città.

## Origini del nome
Il nome "Cornedo" (da cornus = corniolo o cornetum = selva di cornioli) è di origini latine ed è collegabile alla presenza sul territorio di numerosi cornioli, piante selvatiche dai piccoli frutti commestibili, di sapore leggermente asprigno.
La denominazione del comune fino al 1928 era Cornedo.
L'aggettivo "vicentino" è stato aggiunto dopo l'annessione del Veneto al Regno d'Italia, per favorire la chiara e immediata identificazione della località.

## Storia
Ritrovamenti archeologici testimoniano la presenza dell'uomo fin dalla preistoria. Il primo vero sviluppo è documentato nell'Alto Medioevo dalla costruzione del castello sul colle di S. Sebastiano. Secondo i documenti storici, il castello esisteva già nel 974 e le terre furono feudo dei nobili Trissino del ramo detto di Miglioranza.
Cornedo appartenne al vescovo di Vicenza e fu feudo della famiglia Zamperetti e successivamente dei Trissino. La famiglia Zamperetti contribuì ad accelerare il processo evolutivo di tutta la Valle dell'Agnocostituendo un cenacolo culturale presso il Castello Zamperetti, che ospitò i principali esponenti di arte e cultura dell'epoca. Arnaldo Zamperetti (secolo XI -XII d.C.), medico, storico, viaggiatore, mecenate, tradusse "diverse sorte di banchetti" di Timachida di Rodi, undici volumi di antica cucina greca. Zamperetti, venuto a contatto con la Scuola medica salernitana, ipotizzò la correlazione tra alimentazione e salute introducendo molte ricette dell'antica cultura greca nelle abitudini gastronomiche venete. Del Castello Zamperetti oggi in Cornedo sono presenti i ruderi nell'omonima Contrada Zamperetti. Il feudo passò dagli Zamperetti ai Trissino per estinzione della primogenitura maschile. La Famiglia Zamperetti, in virtù dell'appartenenza alla nobiltà feudale medioevale e in qualità di Famiglia Feudataria, trasferiva ad perpetuum il titolo di Principe a tutte le primogeniture maschili ed il titolo di Conte a tutti i restanti collegamenti familiari.
Cornedo subì gravi devastazioni durante la guerra tra Repubblica di Venezia e i Visconti e poi durante quella della Lega di Cambrai. Infatti il castello di Cornedo, punto strategico di accesso al Sacro Romano Impero, fu dominio degli imperatori attraverso l'investitura feudale ai Trissino (assegnata nel XIII secolo dall'imperatore Federico ll), ma dopo la morte di Ezzelino Cornedo passò nelle mani dei Visconti e poi dei Della Scala.
In seguito Cornedo, come fu per Vicenza, accettò il dominio della Serenissima, sancito dall'atto di spontanea dedizione firmato nel 1404 dai vicentini. Durante il XV secolo Giovan Giorgio Trissino (nonno dell'umanista Gian Giorgio Trissino) riconquistò i territori della vallata appartenuti a proprietari o comunità che si erano mantenuti fedeli ai Visconti. I Trissino vennero nominati conti di Cornedo e cavalieri l'11 settembre 1551 da parte del doge Francesco Donà.
Durante il 1600 le condizioni di vita migliorarono: sorsero mulini, segherie e magli da officina, che sfruttavano la forza dell'acqua dei torrenti esistenti. La crescita su lenta e per una vera affermazione economica si dovrà attendere la fine della Seconda Guerra Mondiale.

## Monumenti e luoghi d'interesse
L'elegante Villa Trissino (sec. XV) sede della Biblioteca Comunale, considerata la più antica e preziosa residenza nobiliare del comune. Fu costruita da antichi feudatari locali e fu residenza prediletta di Gian Giorgio Trissino.
Villa Brunelli-Bonetti, detta “Veronica” in quanto costruita attorno al 1702 per la nobildonna Veronica Maffei, con le sue due piccole logge nelle ali si trova ai piedi del colle di San Sebastiano.
Villa Pretto-Cassanello è sede attuale del Municipio di Cornedo Vicentino. Fu abitazione di Giuseppe Alberto Pretto, figlio di un cornedese emigrato a Genova, e della nobile moglie Maria Cassanello. Ristrutturata intorno al 1920, il comune ne è proprietario dal 1970 e l'ampio parco è aperto al pubblico.
Altri edifici: Villa Gonzati-Ghellini-Mozzi (sec. XVII), Villa Trettenero (sec. XVIII), villino Gonzati (sec. XVIII).
Lo storico edificio ecclesiastico di Cornedo, dedicato a San Giovanni Battista, sorge nel centro storico. Al suo fianco, l'antica parrocchiale di San Rocco, edificata intorno al 1630 come ringraziamento dopo lo scampato pericolo della peste, fu sostituita dalla nuova chiesa dedicata a San Giovanni Battista, consacrata nel 1966, che conserva due opere scultoree datate 1440 di Niccolò da Cornedo, una pala d'altare di Giovanni Buonconsiglio (1497) e un dipinto di Alessandro Maganza.
L'antica chiesa di S. Sebastiano fu edificata nel 1469 ai piedi dell'omonimo colle, dove un tempo sorgeva il Castello, e fu affidata ai Servi di Maria. Le sobrie linee originarie sono state mantenute nonostante i numerosi restauri, ultimo dei quali nel 1885. All'interno si possono ammirare, in cappella, un rilievo cinquecentesco raffigurante la Madonna; il Martirio di San Sebastiano di Antonio De Pieri ed un dipinto del Maganza raffigurante i Santi Carlo, Valentino e Bernardino.
La chiesa di Sant'Andrea, in località Cereda, conserva un tabernacolo del Quattrocento di Niccolò da Cornedo, dipinti delle scuole del Bassano e del Maganza e un altare di Orazio Marinali (1716). È stata la prima chiesa parrocchiale del territorio.

## Società

### Evoluzione demografica
Prima dell'unificazione d'Italia, esiste un computo del 1803 che individua 391 famiglie per un totale di 1 834 abitanti.
Abitanti censiti

## Economia
La lavorazione del legno e del mobile è praticata ed è tradizionale.

I settori industriali presenti sono: alimentare, edile, conciario, meccanico, elettrotecnico, culturistico, ottico, materiali da costruzione, delle materie plastiche, materiali lapidei, abbigliamento, strumenti di precisione e della lavorazione dei metalli.

Il settore agricolo produce cereali, foraggi e uva da vino; è presente anche l'allevamento bovino.

## Infrastrutture e trasporti
Il trasporto pubblico a Cornedo Vicentino è garantito da autocorse svolte dalla società Ferrovie e Tramvie Vicentine (FTV).
Fra il 1880 e il 1980 la città venne servita da una stazione posta sulla tranvia Vicenza-Valdagno-Recoaro Terme/Chiampo, gestita anch'essa dalle FTV.

## Amministrazione
| Periodo    | Periodo    | Primo cittadino          | Partito       | Carica  | Note |
| ---------- | ---------- | ------------------------ | ------------- | ------- | ---- |
| 06/06/1985 | 05/07/1990 | Adone Perin              | DC            | Sindaco |      |
| 13/07/1990 | 23/12/1993 | Pietro Marangon          | DC            | Sindaco |      |
| 12/01/1994 | 24/04/1995 | Giuseppe Peserico        | DC            | Sindaco |      |
| 24/04/1995 | 14/06/2004 | Massimo Vittorio Sbicego | Centro-destra | Sindaco |      |
| 14/06/2004 | 08/06/2009 | Lucio Vigolo             | Lega Nord     | Sindaco |      |
| 09/06/2009 | 25/05/2019 | Martino Angiolo Montagna | Lista civica  | Sindaco |      |
| 26/05/2019 | in carica  | Francesco Lanaro         | Lista civica  | Sindaco |      |

### Gemellaggi
- Sobradinho, dal 2002